# إي. برونسون إنغرام الثاني
إي. برونسون إنغرام الثاني (بالإنجليزية: E. Bronson Ingram II)‏ هو شخصية أعمال أمريكي، ولد في 27 نوفمبر 1931 في سانت بول في الولايات المتحدة، وتوفي في 15 يونيو 1995 بسبب سرطان.